# سموش: الفلم
سموش: الفيلم (بالإنجليزية: Smosh: The Movie) هو فيلم حركة وخيال علمي وكوميديا تم إنتاجه في الولايات المتحدة وصدر سنة 2015 بطولة إيان هيكوكس وأنثوني بادِيّا.

## القصة
تدور أحداث القصة حول نشر فيديو محرج على موقع (يوتيوب) للطالب (أنتوني) قبل السنة الخامسة له في المدرسة، يسابق أنتوني الزمن مع بعض أصدقائه للتخلص من هذا الفيديو المسئ إليه قبل انتشاره على الإنترنت، كما أنه يحاول التخلص منه بهدف إعادة علاقته مع صديقته (آنا).

## الميزانية
كلف الفيلم 1 مليون دولار.

## وصلات خارجية
سموش: الفلم على موقع IMDb (الإنجليزية)
- سموش: الفلم على موقع روتن توميتوز (الإنجليزية)
- سموش: الفلم على موقع نتفليكس (الإنجليزية)
- سموش: الفلم على موقع قاعدة بيانات الأفلام العربية
- سموش: الفلم على موقع ألو سيني (الفرنسية)
- سموش: الفلم على موقع قاعدة بيانات الفيلم (الإنجليزية)
- سموش: الفلم على موقع ليتربوكسد (الإنجليزية)
- سموش: الفلم على موقع كينوبويسك (الروسية)